# Ricardo Romero de Tejada
Ricardo Romero de Tejada i Picatoste (Madrid, 25 de febrer de 1948) és un polític espanyol. Va ser alcalde de Majadahonda entre 1989 i 2001 i secretari general del PP Madrid entre 1996 i 2001, quan el va succeir Francisco Granados.

## Biografia
És llicenciat en Ciències Econòmiques. Després de ser conseller en diverses entitats bancàries, en 1982 esdevingué regidor d'Alianza Popular a l'Ajuntament de Majadahonda. El 1987 va ser designat president d'AP de Majadahonda.
Després de la dimissió del seu predecessor, Roberto Rodríguez Solano, del CDS, el 17 de novembre de 1989, com que no tenia suport per seguir governant, va accedir a l'alcaldia. Durant les eleccions municipals de 1991 va aconseguir majoria absoluta a l'ajuntament, amb 14 dels 21 regidors, resultat que es va repetir el 1995. El 1996 va ser designat secretari general del Partit Popular de Madrid. Romero de Tejada va guanyar les eleccions de 1999 malgrat haver perdut dos regidors, mantenint la majoria absoluta.
El 8 de maig de 2001 va dimitir com a alcalde en no poder compaginar-ho amb el de secretari general del Partit Popular de Madrid. Així i tot va continuar sent president del seu partit a Majadahonda fins que va dimitir del Partit Popular el 10 de juny de 2003 després de 16 anys en el càrrec. Un any més tard, el 2004, també va deixar el lloc de secretari general del PP de Madrid, i va ser rellevat per Francisco Granados. Des de llavors, va seguir com a conseller de Caja Madrid (Bankia).

## Escàndols
Durant la seva etapa a l'alcaldia de Majadahonda, el 1998, va ser acusat per l'oposició de suposades irregularitats en el conveni signat amb l'Atlètic de Madrid per construir la seva ciutat esportiva al municipi. Al 2002 el titular del Jutjat d'Instrucció número 3 de Majadahonda va ordenar l'obertura de procediment abreujat contra Romero de Tejada per presumptes delictes d'estafa i apropiació indeguda per un terreny situat al polígon El Carralero.
En qualitat de secretari general del PP Madrid, al juny de 2002 va protagonitzar un conflicte amb diversos veïns de San Agustín del Guadalix en una visita a la localitat. El van rebre enfadats, ja que el llavors alcalde Mariano Berzosa (PP) tenia intenció de regalar 131.000 m² de la devesa del poble a la Comunitat de Madrid per a la requalificació i construcció d'habitatges en una via pecuària.
Romero de Tejada és un dels involucrats en el cas de les targetes black de Caja Madrid. Durant la seva etapa de conseller a la caixa es va gastar, presumptament, 212.216 € amb la seva targeta black. El 28 de enero de 2015 fue imputado por esta causa.